# Station Soulac-sur-Mer
Station Soulac-sur-Mer is een spoorwegstation in de Franse gemeente Soulac-sur-Mer.